# 邓岗
邓岗（1916年—1991年6月2日），原名高奕鼎，安徽怀宁人，新华社副社长，中央廣播事業局局长。中华全国新闻工作者协会书记处书记。

## 生平
生于苏州。1938年参加革命工作。1939年加入中国共产党。